# Entkorker

Gebindeentkorker – Taktmaschine

Gebindeentkorker – Rotationsentkorker

Einzelflaschenentkorker

Ein Entkorker ist eine Maschine, die Kronkorken von Getränkeflaschen entfernt (Entkorkungsmaschine). Der Entkorker ist meist Teil einer industriellen Abfüllanlage für Mehrwegflaschen. Das Entkorken dient als Vorbereitung für Reinigung und Wiederbefüllung von Flaschen. Eine zuverlässige Entfernung der Verschlüsse soll sicherstellen, dass nur vollständig geöffnete Flaschen der Reinigungsmaschine zugeführt werden.

## Begriffe und Definitionen
In der DIN 8782 Getränke-Abfülltechnik; Begriffe für Abfüllanlagen und einzelne Aggregate werden Teile von Getränkeabfüllanlagen begrifflich definiert. Demnach ist ein Kasten zur Aufnahme von Flaschen ein „Gebinde“.
In der DIN 8784 Getränke-Abfülltechnik; Mindestangaben und auftragsbezogene Angaben werden mit den maschinenspezifischen Anhängen B – R Datenblätter zur Erfassung von auftragsbezogenen Maschinendaten bereitgestellt. Die Bezeichnungen lauten beispielsweise „Flaschenfüllmaschinen“, „Flaschenverschließmaschinen“ oder „Flaschenentschraubmaschinen“. Allerdings werden keine Maschinen zum Entfernen von Kronkorken benannt. Wären sie benannt worden, könnte man auch den Zusatz „~maschinen“ vermuten.

## Gebindeentkorker
Ein Gebindeentkorker entfernt Kronkorken von Flaschen, die sich in Gebinden (Kästen) befinden. Die Gebinde mit den zu entkorkenden Flaschen werden der Maschine mittels Gebindetransporteur zugeführt. Die Entkorkung findet innerhalb der Entkorkungsmaschine statt. Nach der Entkorkung werden die Gebinde über einen Transporteur abgeführt. Die Kronkorken werden gesammelt und dem Recycling zugeführt.

### Taktmaschine
Bei getaktet arbeitenden Maschinen werden die Gebinde für den Entkorkungsvorgang angehalten. Eine Entkorkervorrichtung, die mit Entkorkungswerkzeugen (Entkorkerhülsen) ausgerüstet ist, fährt in das stehende Gebinde. Die Anordnung der Entkorkungswerkzeuge muss der Anordnung der Flaschen im Gebinde entsprechen. Die Werkzeuge fahren über die Flaschenmündungen. Bei der folgenden Aufwärtsbewegung werden vorhandene Kronkorken abgestreift. Bereits in der Hülse befindlichen Kronkorken werden dabei angehoben. Später gelangen diese über einen Trichter in Auffangbehälter. Sobald die Entkorkervorrichtung aus dem Gebinde herausgefahren ist, wird das Gebinde weitertransportiert. Meist befindet sich im Einlauf des Entkorkers eine Erkennung für Kronkorken. Diese dient dazu, nur solche Gebinde anzuhalten, die tatsächlich Flaschen mit Kronkorken beinhalten. Gebinde ohne Kronkorken laufen unbearbeitet weiter.

### Rotationsentkorker
Ein Rotationsentkorker arbeitet kontinuierlich. Die Gebinde laufen durch die Maschine und werden während des Durchlaufens bearbeitet. Die Kronkorken werden dabei mittels Abhebern von den Flaschenmündungen entfernt. Das Wirkprinzip der Abheber entspricht etwa dem eines manuellen Flaschenöffners. Diese Abheber befinden sich außen auf einer zylindrischen Entkorkerwalze. Die Anordnung der Abheber muss der Anordnung der Flaschen im Gebinde entsprechen. Die Walze dreht sich synchron zur Bewegung der Gebinde. Die Steuerung der Walze regelt deren Drehzahl so, dass alle Flaschenmündungen in einen Abheber gelangen, um eventuell vorhandene Kronkorken abzuheben. Die abgehobenen Kronkorken verbleiben nach dem Entkorken mittels Magneten zunächst am Abheber. In einer bestimmten Walzenstellung erfolgt ein gezieltes Ausstoßen der Kronkorken auf ein Transportband, das sie einem Auffangbehälter zuführt.

## Einzelflaschenentkorker
Ein Einzelflaschenentkorker entfernt die Kronkorken von Flaschen, die der Maschine vereinzelt auf einem Transportband zugeführt werden.